# Candy Crush Saga
Candy Crush é um jogo de puzzle lançado pela King em 12 de abril de 2012 para Facebook, em 6 de setembro de 2012 para Windows Phone, em 14 de novembro de 2012 para iOS, em 14 de dezembro de 2012 para Android, em 11 de setembro de 2014 para Fire OS e em 29 de julho de 2015 para Windows 10 e Tizen. Candy Crush atingiu na data de 18 de dezembro de 2019, a fase 6005, crescendo 45 a cada semana.

## Recepção
De acordo com o agregador de avaliações Metacritic, o jogo recebeu uma pontuação média de 79/100, indicando críticas positivas. Ellie Gibson da Eurogamer se refere a Candy Crush Saga como "Jogo do Ano" de 2013.

### Comercial
Candy Crush Saga teve mais de dez milhões de downloads em dezembro de 2012. Em julho de 2013, estimou-se que Candy Crush Saga na época tinha cerca de 6,7 milhões de usuários ativos e obteve uma receita de 633 000 de dólares por dia na seção americana do iOS App Store sozinho. De acordo com o Business Insider, Candy Crush Saga foi o aplicativo mais baixado do iOS em 2013. Em 2014, jogadores de Candy Crush Saga gastaram mais de 1,33 bilhão de dólares em compras dentro do aplicativo, que foi um declínio em relação ao ano anterior, uma vez que somente no segundo semestre de 2013, os jogadores gastaram mais de 1,04 bilhão de dólares.Em 2 de novembro de 2016 a Activision adquiriu a King (empresa produtora do jogo) por USD 5.9 bilhões sendo assim uma das maiores aquisições do ano.

## Variações
Com o sucesso de Candy Crush Saga, a desenvolvedora King criou variações com novas opções de bônus e jogabilidades, além de inserir desafios e personagens notáveis como Cupcake Carl. Apesar da ação dos outros games ter mesma base do jogo original, suas ações ocorrem em aplicativos completamente separados. Até o momento foram lançadas três variações: Candy Crush Soda Saga, lançado em 20 de outubro de 2014, Candy Crush Jelly Saga, lançado em 7 de janeiro de 2016 e Candy Crush Friends Saga, lançado em 4 de setembro de 2017. 